# 蓬特雷莫利群島
81°28′39″N 56°43′40″E / 81.477392°N 56.72779200000001°E
蓬特雷莫利群島是俄羅斯的群島，屬於法蘭士約瑟夫地群島的一部分，由2個島嶼組成，位於卡爾亞歷山大島以西1公里，行政方面由阿爾漢格爾斯克州負責管轄。